# Sjeverna Makedonija
Sjeverna Makedonija (mak. Северна Македонија, alb. Maqedonia e Veriut), službeno Republika Sjeverna Makedonija (mak. Република Северна Македонија, alb. Republika e Maqedonisë së Veriut), država je u jugoistočnoj Europi s glavnim gradom Skopljem. Graniči s Bugarskom na istoku, Grčkom na jugu, Albanijom na zapadu te Kosovom i Srbijom na sjeveru. 
Nakon što su prvi višestranački izbori 11. studenog 1990. godine označili kraj komunističke vladavine, makedonski Parlament je u vrijeme raspada SFRJ proglasio neovisnost te jugoslavenske republike 8. rujna 1991. god., na temelju referenduma o neovisnosti. Novonastala država se sve do veljače 2019. godine zvala Bivša Jugoslavenska Republika Makedonija, kada je promijenila ime u sadašnje; Republika Sjeverna Makedonija. Razdruživanje od SFRJ je proteklo mirno, međutim napetosti su između Makedonaca i Albanaca – koji predstavljaju oko četvrtinu stanovništva Sjeverne Makedonije – dovele do oružanog sukoba 2001. godine. Sukob je okončan uz posredovanje NATO saveza, te se od tada održava osjetljiva ravnoteža između etničkih Makedonaca i etničkih Albanaca.

## Zemljopis

### Položaj
Sjeverna Makedonija je država u jugoistočnoj Europi, u gornjem i srednjem Povardarju, između Šarsko-pindskog i Rodopskog gorja. Nalazi se u široj povijesnoj regiji Makedoniji.

### Reljef
U Sjevernoj Makedoniji se izdvajaju 3 reljefne cjeline:
- Zapadna Sjeverna Makedonija
- Središnji dio ili Povardarje i
- Istočna Sjeverna Makedonija.

Zapadni dio čini mlado nabrano Šarsko-pindsko gorje građeno od paleozojskih škriljavaca i mezozojskih vapnenaca (Baba, Šara, Korab, Jakupica, Nidže). Između planina nalaze se duboke doline Crnog Drima te više gorskih kotlina:
- Polog
- Debarska kotlina
- Ohridska kotlina
- Prespanska kotlina
- Pelagonija

Pološka i Prespanska kotlina su najveće.
Središnji dio ili Povardarje tektonski je labilan prostor ispunjen jezerskim i riječnim naplavinama. Naslage potječu iz paleozoika (škriljavci) te iz mezozoika i tercijara. Tu se nalazi niz kotlina, međusobno povezanih klisurama (kapijama):
- Skopska kotlina
- Veleška kotlina
- Tikveš
- Gevgelijska kotlina

Istočni dio niži je od zapadnog a obuhvaća istočne pritoke rijeke Vardar, kotline se nalaze na visini oko 250 m, a nastale su erozijom eolskih sedimenata iz neogena. Okružuje ga visokoplaninski pojas. Na istoku su to Osogovske planine, Vlahina planina, Plačkovica, Ogražden, a na zapadu to su Kožuv, Kozjak, Dren planina i Jakupica.
Usamljena uzvišenja građena su od granita, kristalastih škriljavaca te magmatita. Između njih prostiru se prekrasne kotline ispunjene tercijarnim jezerskim talozima:
- Kočanska dolina
- Maleševska kotlina
- Strumička kotlina
- Kumanovska kotlina
- Ovče pole

### Klima, tlo i biljni pokrov
U Sjevernoj Makedoniji vlada submediteranska klima koju karakteriziraju vruća i suha ljeta te hladne i vlažne zime. Srednje godišnje temperature opadaju od sjevera prema jugu zemlje. 
Srednja godišnja količina padalina je u planinama oko 1000 - 1500 mm, a u zavjetrinskim kotlinama 600 - 700 mm.
Najplodnija su glinato-ilovasta tla u nižim dijelovima kotlina. U brdsko-planinskim dijelovima prevladavaju kamenjari i rankeri (humusna šumska tla).
Što se tiče vegetacije, u nižim dijelovima prevladavaju hrast medunac, obični grab i cer, dok u višim dijelovima nalazimo bukvu i bukovo-jelove šume. Također nalazimo i zimzeleno sredozemno raslinje.

### Vode
Najvažnije tekućice su Vardar, Treska, Crna Reka, Pčinja, Bregalnica, Strumica, Crni Drim.
Sjeverna Makedonija ima 3 prirodna jezera: Ohridsko, Prespansko i Dojransko. Ohridsko jezero je jedno od najstarijih jezera na zemaljskoj kugli, u njemu žive endemski primjerci, ohridska pastrva, belvica (Salmothymus ohridanus), jegulja, i više tipova račića, puževa i školjki, bistrina vode i njezina prozirnost je do 50 metara.

### Nacionalni parkovi
- Nacionalni park Galičica
- Nacionalni park Mavrovo
- Nacionalni park Pelister

## Povijest

### Stari vijek
Antički Makedonci su bili stari balkanski narod, koji je govorio jedan nedovoljno poznat jezik. Najistaknutiji kralj antičkih Makedonaca je bio Filip II. Makedonski, kojega je Demosten nazivao barbarinom. Iako je Demosten okupio sve antičke Grke kako bi se suprotstavili antičkim Makedoncima, Filip II. je pobijedio Grke u bitci kod Heroneje 2. kolovoza 338. pr. Kr., nakon čega je poštedio grad Tebu.
Kada je Filip II. ubijen (336. pr. Kr.), antički Makedonci su izabrali njegovog sina Aleksandra III. za kralja. Aleksandar je brzo uspostavio svoju vlast, pobijedio pobunjene Grke i ovaj put spalio Tebu do temelja. Nakon toga, nastavio je ka istoku kako bi pobijedio do tada nepobjedivo Perzijsko Carstvo. U bitci na rijeci Granik, sa svojim antičkim Makedoncima (organiziranim u čuvene falange) i plaćenim konjanicima iz Tesalije je pobijedio trostruko veću perzijsku vojsku. Nakon osvajanja cijelog poznatog svijeta, odlučio se vratiti u Makedoniju, ali je otrovan 323. pr. Kr., te je umro u Babilonu. Nakon njegove smrti, njegovi vojskovođe podijelili su njegovu državu među sobom.
Značajna ličnost Makedonije, bio je i Filip V. On je uspostavio Makedonsko kraljevstvo na Balkanu i opet porobio Grčku.
U to je vrijeme Rim postajao sve snažniji. Makedonija je bila saveznik Kartage i time neprijatelj Rimljana. Zato je bilo stalnih sukoba s Rimljanima. Da bi se osigurao od Rimljana, Filip V. je pojačao fortifikacije u Skoplju i Uskani (današnje Kičevo u blizini današnjeg grada Debra (sjeverozapadna Sjeverna Makedonija), a s juga je imao okupiranu Grčku. Međutim Grci i Rimljani su se udružili i pod pritisak Rimljana morao se povući iz Grčke i postaviti utvrdu u klisuri Tempi (nekoliko kilometara južno od današnjeg grada Platamona).
Ipak, u dobi vladavina njegovog sina, Perseja, Rimljani su ušli s juga i pobijedili Perseja u bitci kod Pidne (nekoliko kilometara sjeverno od današnje Paralije kod Katerini). Persej je bio zadnji makedonski kralj iz antičke epohe u Makedoniji. Više su preživjeli Seleukidi na istoku i Ptolemejevići u Egiptu (zadnja je bila kraljica Kleopatra VIII).
Rimljani su porobili Makedoniju 168. pr. Kr. i podijelili je na 4 dijela, kojima je bilo zabranjeno međusobno komuniciranje. Tri od ova 4 dijela su obuhvaćala teritorije današnje Egejske Makedonije. Nakon toga, Makedonija je od centra svijeta postala provincija.
Makedonija je u rimskom dobu imala važnu ulogu u povijesti kršćanstva, s obzirom na to da ju je posjetio Sveti Pavao.

### Srednji vijek
Slavenska plemena počela su dolaziti na područje Makedonije. Organizirana je poludržavna tvorevina, Sklavinija. Slaveni su često išli u veće napade protiv Bizanta i utvrđenih bizantskih gradova. Oko 680. godine grupa Protobugara, koje je predvodio kan Kuber naselila se u Pelagoniji i pokrenula pohode na područje Soluna.
Krajem 7. stoljeća bizantski car Justinijan II. organizirao je masovni pohod protiv Slavena na grčkom poluotoku, u kojem je zarobio veliki broj Slavena i preselio ih u Kapadociju. Do vladavine Konstansa II., koji je također organizirao pohode protiv Slavena, značajan broj Slavena je zarobljen i preseljen u središnji dio Male Azije.
Za vrijeme vladavine bugarskog cara Presijana, Makedonija je 837. postala dio Prvog Bugarskog Carstva. U ovom su razdoblju pokrštavali braća Ćiril i Metod, porijeklom iz Soluna, koji su tvorci glagoljice starocrkvenoslavenskog jezika. Njihovi učenici Kliment i Naum u Ohridu su osnovali jako kulturno središte. U 10. stoljeću u Makedoniji se pojavilo bogumilsko učenje, kao odgovor na potčinjavajući feudalni crkveno-ekonomski sustav. Ono se brzo proširilo po cijeloj Europi.
Prvo Bugarsko Carstvo 968. napala je i pokorila Kijevska Rus', ali je bizantski car Ivan I. Cimisk 971. godine uspio od Kijevske Rus' preoteti istočne dijelove Prvog Bugarskog Carstva. U međuvremenu, u zapadnom dijelu Prvog Bugarskog Carstva izbio je ustanak četvorice braće komitopula (Davida, Arona, Mojsija i Samuila) protiv Bizanta. Braća su 976. pokrenule novu veliku kampanju protiv Bizanta. Samuil je iste godine ostao sam u borbi protiv Bizanta, tijekom koje je uspio stvoriti moćno Bugarsko Carstvo koje se protezalo od Jadranskog do Crnog mora i od Dunava do Tesalije.  Samuilova država je postojala do 1018. nakon čega je ponovo dospjela pod vlast Bizanta.
Ustanci su nastavili izbijati na mahove, često uz pomoć srpskih kneževina na sjeveru. Svaku privremenu neovisnost, koju su ustanici uspijevali steći, Bizant je obično brzo gušio. Ovo su razdoblje obilježili ratovi Normana i Bizanta. Normani su krenuli u napad sa svog teritorija u južnoj Italiji i privremeno su zavladali malim teritorijem na sjeverozapadnoj obali.
Međutim, krajem 12. stoljeća, neuzastavljivo slabljenje Bizanta pružilo je okolnim državama da na duže vrijeme drže Makedoniju. Početkom 13. stoljeća obnovljeno Bugarsko Carstvo zavladalo je Makedonijom. Zbog unutrašnjih problema carstvo nije dugo trajalo, a Makedonija je u drugoj polovici 13. stoljeća ponovo došla pod kontrolu obnovljenog Bizanta. Od kraja 13. stoljeća sjeverni dio nekadašnje Makedonije, današnja neovisna Sjeverna Makedonija, postala je dio Srpske Kraljevine. Skoplje je 1346. postalo prijestolnica Dušanovog Carstva i u Skoplju je objavljen i Dušanov zakonik.
Poslije smrti cara Dušana, slabi nasljednik i borbe za moć još su jednom podijelile Balkanski poluotok, što se poklopilo s prodorom Osmanlija u Europu. Makedonijom su upravljali braća Vukašin i Uglješa Mrnjavčević, koji su pokušali zaustaviti Turke u Maričkoj bici 1371. godine. Poslije njihovog poraza, Vukašinov sin Marko Mrnjavčević i braća Dejanovići postali su turski vazali.

### Novi vijek i suvremeno doba
Makedonija je, uključujući i prostor danas neovisne Sjeverne Makedonije, pod osmanskom vlašću ostala više od pet stoljeća. Krajem 19. stoljeća, slabljenjem Osmanskog Carstva i stvaranjem novih nacionalnih država na Balkanu, postavilo se pitanje sudbine Makedonije, odnosno došlo je do postupnog stvaranja nacionalne svijesti kod lokalnog stanovništva. Godine 1893. je tako osnovana Unutrašnja makedonska revolucionarna organizacija (VMRO), čiji je cilj bio autonomija Makedonije. Članovi VMRO su 1903. digli Ilindenski ustanak koji je doveo do stvaranja kratkotrajne neovisne Makedonije, Kruševske Republike. Osim Bugarske, za Makedoniju su bile zainteresirane i Srbija i Grčka. Te tri države godine 1912. započele su Prvi balkanski rat kojim je konačno prestala osmanska vlast, ali su se međusobno posvađale oko granica, što je godinu dana kasnije dovelo do Drugog balkanskog rata u kojem su se protiv Bugarske udružile Srbija i Grčka. Rezultat tog rata je bio podjela Makedonije na tri djela- Egejska Makedonija je pripala Grčkoj, Vardarska Makedonija (područje današnje neovisne Sjeverne Makedonije) je pripala Srbiji, a ostatak ili Pirinska Makedonija Bugarskoj. Do tog razdoblja slavensko stanovništvo koje je živjelo na teritoriju današnje neovisne Sjeverne Makedonije uglavnom je imalo bugarsku nacionalnu svijest, ali nakon toga ta je svijest počela nestajati i umjesto nje počela se formirati nova makedonska nacionalna svijest. Područje današnje neovisne Sjeverne Makedonije Bugarska je okupirala za vrijeme Prvog svjetskog rata, ali se po završetku rata morala povući s tog teritorija. U prvu Jugoslaviju ušao je dio Makedonije koji odgovara granicama današnje Sjeverne Makedonije koja sadrži veliki dio tadašnje jugoslavenske Vardarske Banovine.
Srbi su područje današnje Sjeverne Makedonije pod srpskom, a kasnije vlašću Kraljevine SHS smatrali Starom ili Južnom Srbijom, a stanovništvo je podvrgavano srbizaciji i negaciji vlastitog nacionalnog identiteta. Nakon Travanjskog rata podijeljena je između pro-talijanske Albanije i Bugarske. Pod vodstvom partizanskog pokreta oslobođena je te je ušla u sastav komunističke Jugoslavije. Makedonci su kao poseban narod službeno priznati za vrijeme Drugog svjetskog rata kada je Titov partizanski pokret prihvatio koncept Jugoslavije kao federacije ravnopravnih nacionalnih država, uključujući i Narodnu Republiku Makedoniju čija je Sjeverna Makedonija nasljednica. Ona je 2. kolovoza 1944. proglašena državom na zasjedanju ASNOM-a, te je pod nazivom Narodna Republika Makedonija, a kasnije Socijalistička Republika Makedonija bila dio jugoslavenske federacije sve do njenog raspada 1991. godine.

### Neovisna Sjeverna Makedonija (od 1991.)
Krajem 1990. godine, u vremenu kada se završavalo socijalističko uređenje i započeo proces raspada SFRJ, u Sjevernoj Makedoniji, koja sve do veljače 2019. godine nije imala pridjev "sjeverna" u imenu te se zvala jednostavno Makedonija, se utemeljivao višestranački pluralizam i održani su prvi višestranački parlamentarni izbori nakon kojih se konstituira prvi višestranački Parlament te države. Najbrojniji zastupnici (pratenici) bili su pratenici iz VMRO-DPMNE, zatim SDSM (nasljednik SKJ-SKM) Socijalističke partije, Sojuz reformskih snaga, PDP-NDP (partije sjevernomakedonskih Albanaca). Parlament je za predsjednika Republike izabrao Kiru Gligorova, a za potpredsjednika izabran je Ljubčo Geogievski. Za predsjednika ekspertske vlade izabran je Nikola Kljusev.
Početkom 1991. godine Parlament je donio novi Ustav, a 17. studenog 1991. proglasio je neovisnost države od SFRJ.  
Godine 1992. srušena je ekspertska vlada i za mandatora je predložen Branko Crvenkovski koji je formirao novu stranačku vladu u koju su ušli SDSM, SP, PDP-NDP.
Godine 1994. građani su na neposrednim izborima prvi put birali predsjednika Republike i po drugi puta birali zastupnike u Sobranje. Za predsjednika je izabran Kiro Gligorov s mandatom od 5 godina pobijedivši drugog kandidata Ljubču Georgievskog.
Na drugim parlamentarnim izborima "zbog brojnih izbornih nepravilnosti", kako su navele oporbene stranke VMRO-DPMNE, DPM i druge, apstiniran je drugi krug glasovanja. Izbornu pobjedu ponio je Savez za Makedoniju - SDSM, SP, LP. Za predsjednika Vlade izabran je Branko Crvenkovski, a u Vladu su ušli SDSM, SP, LP, PDP-NDP.
Godine 1996. donijet je novi zakon o teritorijalnoj organizaciji - lokalnoj samoupravi - ustanovljene su 123 općine i Grad Skoplje, održani su prvi višestranački lokalni izbori za lokalnu vlast.
Godine 1998. održani su treći parlamentarni izbori. Izbornu pobjedu ponijeli su VMRO-DPMNE i Demokratska Alternativa (DA), a u parlament su ušle i PDP-A (Demokratska partija Albanaca u Sjevernoj Makedoniji), SDSM, LDP, PDP. Za predsjednika Vlade izabran je Ljubčo Georgievski (VMRO-DPMNE), a za zamjenika Vasil Tupurkovski (DA), a u Vladu su ušli i članovi PDP-A.
Godine 1999. održani su drugi predsjednički izbori te je za predsjednika Republike izabran Boris Trajkovski, kojeg je predložila stranka VMRO-DPMNE. Ostali kandidati bili su Tito Petkovski (SDSM), Vasil Tupurkovski (DA), Stojan Andov (Liberalna partija), Muhamed Halili (PDP) i Muarem Negipi (PDP-A).
Godine 2000. održani su drugi lokalni izbori, koji su bili ispunjeni brojnim izbornim nepravilnostima, nasiljem, upotrebom vatrenog oružja.
Tijekom 2001. godine došlo je do oružanog sukoba, koji je razriješen pritiskom Europske unije i potpisivanjem Ohridskog mirovnog sporazuma, koji je u najvećem dijelu amandmanima uključen u Ustav.
Godine 2002. održani su parlamentarni izbori koji su po ocjenama inozemnih i domaćih analitičara bili najbolje organizirani i provedeni izbori. Izbornu pobjedu odnio je SDSM u koaliciji s 12 političkih stranki. U Parlament su ušle stranke SDSM, DUI, VMRO-DPMNE, PDP, LDP, PDP-A i SP. Vladu je formirao Branko Crvenkovski i u nju su ušli DUI, i LDP.
Godine 2004., zbog tragične smrti predsjednika Borisa Trajkovskog, održani su treći predsjednički izbori na kojima je pobijedio Branko Crvenkovski (SDSM), a u izbornoj trci sudjelovali su Zudi Celili (PDP-A), Gzim Ostremi (DUI) i Saško Kedev (VMRO-DPMNE)
Sve od proglašnja neovisnosti od SFRJ, ova država se nalazila u teškoj gospodarskoj situaciji zbog gubitka tržišta i djelomične međunarodne izolacije izazvane sporom s Grčkom. Grčka joj je osporavala pravo na makedonsko ime za koje je smatrala da pripada grčkoj kulturno-civilizacijskoj baštini, i koje najveća grčka pokrajina također nosi u imenu. 

#### Euroatlantske integracije
Već od proglašenja neovisnosti od SFRJ, Grčka ju je blokirala u euroatlantskim integracijama, s obzirom na to da je smatrala da ima pretenzije na njenu sjevernu pokrajinu koja se također zove ''Makedonija'' te da makedonsko ime pripada isključivo grčkom povijesno civilizacijskom naslijeđu.
Dana 17. lipnja 2018. tada  Republika Makedonija i Grčka potpisale su Prespanski sporazum kojim je Republika Makedonija, u zamjenu za olakšanje ulaska u EU i NATO, pristala dodati imenu pridjev sjeverna kako bi se razlikovala od grčke pokrajine Makedonije i kojim je predloženo sadašnje ime - Republika Sjeverna Makedonija. Sporazum je neuspješno ratificiran referendumom održanim 29. rujna 2018., s obzirom na to da je za valjanost referenduma bio potreban odaziv od 50% plus jedan glas svih biračica i birača, a izlaznost je bila 36,89%. Iako je "ZA" promjenu imena u skladu s Prespanskim sporazumom bilo više od 90% izašlih birača, zbog nedovoljne izlaznosti referendum zakonski nije bio obvezujuć, već savjetodavan, tako da je Parlament morao dvotrećinskom većinom ratificirati Prespanski sporazum. Makedonski parlament Sobranje je 11. siječnja 2019. dvotrećinskom većinom usvojio Ustavni zakon čime su prihvaćeni svi amandmani koji proizlaze iz Prespanskog sporazuma, te je ime države promijenjeno u sadašnje; Republika Sjeverna Makedonija. Sve odredbe Prespanskog sporazuma, ratificiranog u grčkom Parlamentu 25. siječnja 2019., stupile su na snagu ratifikacijom Protokola o članstvu Sjeverne Makedonije u NATO u grčkom Parlamentu. Vlada Sjeverne Makedonije formirala je interresornu grupu koja će se baviti pitanjem promjene tabli na državnim tijelima i graničnim prijelazima s novim imenom zemlje ispisanim i na albanskom jeziku, jer je na snagu stupio i zakon kojim albanski postaje drugi službeni jezik u Sjevernoj Makedoniji. Dana 27. ožujka 2020.,  Sjeverna Makedonija je položila instrument potvrde Sjevernoatlantskog ugovora pri State Departmentu u Washingtonu - što je posljednji formalni korak za pridruživanje NATO-u. Time je Republika Sjeverna Makedonija službeno je postala nova, 30. članica NATO-a.

## Stanovništvo

### Narodnosni sastav
Posljednji popis stanovništva Sjeverne Makedonije izvršen je 2015. godine.
Sljedeća tablica pokazuje nacionalni sastav stanovništva na osnovu dosadašnjih popisa stanovništva:
| godina popisa | ukupno stanovnika | Makedonci         | Albanci         | Turci           | Srbi          | Romi          | Bošnjaci      | Vlasi        | Ostali        |
| ------------- | ----------------- | ----------------- | --------------- | --------------- | ------------- | ------------- | ------------- | ------------ | ------------- |
| 2002.         | 2.022.547         | 1.297.981 (64,2%) | 509.083 (25,2%) | 77.959 (3,9%)   | 35.939 (1,8%) | 53.879 (2,7%) | 17.018 (0,8%) | 9.695 (0,5%) | 20.993 (1,0%) |
| 1994.         | 1.945.932         | 1.288.330 (66,6%) | 441.104 (22,7%) | 78.019 (4,0%)   | 40.228 (2,1%) | 43.707 (2,2%) | 6.829 (0,4%)  | 8.601 (0,4%) | 31.480 (1,6%) |
| 1991.         | 2.033.964         | 1.328.187 (65,3%) | 441.987 (21,7%) | 77.080 (3,8%)   | 42.775 (2,1%) | 52.103 (2,6%) | /             | 7.764 (0,4%) | 84.068 (4,1%) |
| 1981.         | 1.909.136         | 1.279.323 (67,0%) | 377.208 (19,8%) | 86.591 (4,5%)   | 44.468 (2,3%) | 43.125 (2,3%) | /             | 6.384 (0,3%) | 72.037 (3,8%) |
| 1971.         | 1.647.308         | 1.142.375 (69,3%) | 279.871 (17,0%) | 108.552 (6,6%)  | 46.465 (2,8%) | 24.505 (1,5%) | /             | 7.190 (0,4%) | 38.350 (2,3%) |
| 1961.         | 1.406.003         | 1.000.854 (71,2%) | 183.108 (13,0%) | 131.484 (9,4%)  | 42.728 (3,0%) | 20.606 (1,5%) | /             | 8.046 (0,6%) | 19.177 (1,4%) |
| 1953.         | 1.304.514         | 860.699 (66,0%)   | 162.524 (12,5%) | 203.938 (15,6%) | 35.112 (2,7%) | 20.462 (1,6%) | /             | 8.668 (0,7%) | 13.111 (1,0%) |

### Jezik
U Sjevernoj Makedoniji u službenoj su uporabi dva jezika na državnoj razini: makedonski, čije je postojanje potvrđeno Prespanskim sporazumom iz 2018., i albanski. Zakonom o jezicima, koji je stupio na snagu u siječnju 2019., predviđeno je da se makedonski jezik koristi kao službeni u svim aspektima na cijelom teritoriju države i u međunarodnim odnosima, dok se albanski koristi kao ko-službeni jezik na državnoj razini (dvojezične table na državnim institucijama), ne računajući obranu, središnju policiju i monetarnu politiku, te na razini lokalne samouprave, gdje ima više od 20% govornika tog jezika.

## Politički ustroj
Sjeverna Makedonija je suverena, samostalna, demokratska i socijalna država. Državna vlast je podijeljena na zakonodavnu, izvršnu i sudsku. Zakonodavna vlast je u rukama Sobranje Sjeverne Makedonije (parlament). Građani na slobodnim, neposrednim i demokratskim izborima biraju 120 zastupnika (pratenika), država je podijeljena na 6 izbornih jedinica, mandat zastupnika je 4 godine. Izvršna vlast je u rukama Vlade Sjeverne Makedonije. Predsjednik Sjeverne Makedonije bira se na slobodnim, neposrednim i demokratskim izborima, a mandat je 5 godina. Sudska vlast je u rukama osnovnih, apelacijskih i viših sudova; zadnja instanca je Vrhovni sud.

### Vanjska politika
Republika Sjeverna Makedonija je prije usvajanja sadašnjeg imena (do veljače 2019. zvala se Republika Makedonija) bila članica Ujedinjenih naroda od 8. travnja 1993., pod imenom Bivša Jugoslavenska Republika Makedonija odnosno na engleskom The former Yugoslav Republic of Macedonia (skraćeno FYR Macedonia and FYROM) iz razloga što Grčka, koja je članica UN-a, EU i NATO-a, ima pretenzije na ime Makedonija. Ratifikacijom Prespanskog sporazuma u veljači 2019. godine ime države je promijenjeno iz Republika Makedonija u sadašnje ime -  Republika Sjeverna Makedonija, te ju je Grčka prestala blokirati u euroatlantskim integracijama.

## Gospodarstvo
Nakon stjecanja neovisnosti 1991–'96. imala je pad BDP-a, visoku stopu inflacije, i kronično visoku stopu nezaposlenosti koja se i poslije održala. Gospodarska tranzicija, od socijalističke prema tržišnoj ekonomiji, bila je otežana i zbog nepovoljnih vanjskotrgovačkih okolnosti (prekida trgovine sa Srbijom koja je bila pod međunarodnim je sankcijama od 1992. do 1995. godine), te zbog grčke trgovinske blokade održane do 1995. godine.
U strukturi BDP-a najveći je udjel uslužnoga sektora (62%), potom industrije (27%) i poljoprivrede (11%). Unatoč određenim prirodnim bogatstvima (ugljen, krom, olovo, cink, magnezij, nikal, azbest, drvo), te bogatoj poljoprivrednoj ponudi (riža, duhan, pšenica, kukuruz, pamuk, sezam, agrumi, rajčica, paprika), prema procjenama Svjetske banke siromašno je oko 20% stanovnika (2003).
Glavninu izvoza čine hrana, cigarete, pića, tekstil i proizvodi crne metalurgije, a glavninu uvoza nafta, električna energija, industrijska oprema, automobili i roba široke potrošnje. Prema udjelu u izvozu vodeći su partneri Njemačka (28%), Italija (7%), Bugarska (5,4%) i Grčka (4,9%), a prema udjelu u uvozu Grčka (14,2%), Njemačka (13,2%), Bugarska (11,1%), Velika Britanija (8%) i Turska (5,4%).
Od 1. listopada 2002. godine članica je Svjetske trgovinske organizacije. U 2011. ostvaren je BDP od 10,1 milijardi USD, 4925 USD po stanovniku, uz stopu inflacije od 3,9% i nezaposlenost 31%.

## Kultura
Grad Ohrid je makedonski i pravoslavni Jeruzalem, muzej na otvorenom. Kulturna baština se proteže od prapovijesti do današnjih dana, u njemu je osnovan i djelovao je prvi Sveslavenski univerzitet osnovan od Sv. Klimenta Ohridskog i Sv. Nauma Ohridskog. Freske i ikone u mnogim crkvama i manastirima u Ohridu i Sjevernoj Makedoniji su jedinstvene u svijetu. Rijeka Radika i njezin kanjon je ekološka sredina, priroda je neponovljiva, a Manastir Sveti Jovan Bigorski je jedan od najljepših manastira na Balkanu, raspolaže s jedinstvenim u svijetu oltarom izrađenom dubokim duborezom.

## Hrvatsko-makedonski odnosi
Hrvata je u Sjevernoj Makedoniji na popisu 1994. godine bilo 2248, a prema popisu iz 2002. godine bilo je 2686 Hrvata u Sjevernoj Makedoniji.

## Vanjske poveznice
Ostali projekti
|  | Zajednički poslužitelj ima stranicu o temi Makedonija    |
|  | Zajednički poslužitelj ima još gradiva o temi Makedonija |
|  | Zajednički poslužitelj sadrži atlas Makedonije           |
|  | Wječnik ima rječničku natuknicu Makedonija               |

Mrežna mjesta
- Makedonija Hrvatska enciklopedija
- Zajednica Makedonaca u Republici Hrvatskoj
- Macedonia The World Factbook CIA.gov (engl.)
- www.exploringmacedonia.com, stranice makedonske turističke zajednice (engl.)
- www.360macedonia.com panorame mjesta u Sjevernoj Makedoniji
- Ured Predsjednika Sjeverne Makedonije  Arhivirana inačica izvorne stranice od 22. svibnja 2016. (Wayback Machine)
- Parlament (Sobranje) Sjeverne Makedonije
- Vlada Sjeverne Makedonije  Arhivirana inačica izvorne stranice od 11. travnja 2011. (Wayback Machine)
- Povijest Sjeverne Makedonije  Arhivirana inačica izvorne stranice od 11. prosinca 2006. (Wayback Machine) (na lošem hrvatskom)